# Contea di Klamath
La contea di Klamath (in inglese Klamath County) è una contea dello Stato dell'Oregon, negli Stati Uniti. La popolazione al censimento del 2010 era di 66 380 abitanti. Il capoluogo di contea è Klamath Falls.

## Geografia
La contea si trova nel centro-sud della contea, al confine con la California. Nella contea si trovano diverse foreste e aree nazionali protette, tra cui il parco nazionale del lago Crater.

### Contee confinanti
- Contea di Deschutes - nord
- Contea di Lake - est
- Contea di Siskiyou (California) - sud
- Contea di Modoc (California) - sud
- Contea di Jackson - ovest
- Contea di Douglas - nord-ovest
- Contea di Lane - nord-ovest

## Storia
La contea fu istituita nel 1882 dalla parte ovest della contea di Lake. Fu chiamata così per una tribù di nativi che gli esploratori chiamavano Klamath o Clammite.

## Comuni

### Cities
- Bonanza
- Chiloquin
- Klamath Falls (capoluogo)
- Malin
- Merrill